# Chai (песма)
 (хебр. חי; у преводу Жива; изговор „хај”) песма је на хебрејском језику која је у извођењу Офре Хазе представљала Израел на Песми Евровизије 1983. у Минхену. Било је то десето по реду учешће Израела на том такмичењу. Ави Толедано је компоновао музику за песму, док је текст на хебрејском језику написао Ехуд Манор. У промотивне сврхе, снимљене су верзије и на енглеском (High), немачком (Frei) и француском (Va, Va, Va) језику.
Током финалне вечери Евросонга која је одржана 23. априла у Минхену, израелска песма је изведена 16. по реду, а оркестром је током наступа уживо дириговао Нанси Брандес. Након гласања чланова стручног жирија из свих земаља учесница, израелски представници су са укупно 136 бодова заузели друго место, са свега 6 бодова мање од победничке композиције Si la vie est cadeau луксембуршке певачице Корин Ерме. Израелски представници су добили гласове 17 националних жирија, укључујући и две максималне оцене.

## Поени у финалу
| 12 поена             | 10 поена                                                                          | 8 поена         | 7 поена                      | 6 поена            |
| -------------------- | --------------------------------------------------------------------------------- | --------------- | ---------------------------- | ------------------ |
| Холандија · Аустрија | Уједињено Краљевство · Југославија · Немачка · Португалија · Белгија · Луксембург | Француска       | Швајцарска · Финска · Данска | Норвешка · Шпанија |
| 5 поена              | 4 поена                                                                           | 3 поена         | 2 поена                      | 1 поен             |
| Шведска              | —                                                                                 | Италија · Грчка | —                            | —                  |